# Resolution 666 des UN-Sicherheitsrates
Die Resolution 666 des UN-Sicherheitsrates ist ein abschließender Beschluss der Vereinten Nationen, den der Sicherheitsrat der Vereinten Nationen am 13. September 1990 bei zwei Gegenstimmen fasste. Unter Hinweis auf die Resolutionen 661 (1990) und 664 (1990), in denen die humanitäre Lage im Irak und in Kuwait sowie die Inhaftierung von Staatsangehörigen ausländischer Staaten erörtert wurden, beschloss der Rat, den Ausschuss Resolution 661 betreffend zu ersuchen, festzustellen, ob humanitäre Bedürfnisse entstanden sind, und die Situation weiter zu verfolgen. Gleichzeitig erwartete er, dass der Irak seinen Verpflichtungen aus dem Völkerrecht, einschließlich der Vierten Genfer Konvention, in Bezug auf die Sicherheit und Inhaftierung von Drittstaatsangehörigen im Irak und im besetzten Kuwait nachkommt. 
Der Rat ersuchte den Generalsekretär sodann, dringend Informationen über die Verfügbarkeit von Nahrungsmitteln in Irak und Kuwait anzufordern und Kindern, älteren Menschen, werdenden Müttern und Kranken Aufmerksamkeit zu schenken und dem Ausschuss alle Informationen zu übermitteln. Stellt der Ausschuss fest, dass ein dringender humanitärer Bedarf an Lebensmitteln besteht, so hat er dem Rat unverzüglich über seine Entscheidung zu berichten, wie dieser Bedarf gedeckt werden soll. Darüber hinaus wurde der Ausschuss angewiesen, bei der Formulierung seiner Beschlüsse zu berücksichtigen, dass Lebensmittel über die Vereinten Nationen in Zusammenarbeit mit geeigneten humanitären Organisationen wie dem Internationalen Komitee vom Roten Kreuz bereitgestellt werden sollten, um sicherzustellen, dass die vorgesehenen Empfänger erreicht werden. Schließlich empfahl die Resolution die strenge Überwachung der medizinischen Versorgung durch Regierungen und humanitäre Organisationen, die in den Irak und nach Kuwait exportieren.
Die Resolution 666 wurde mit 13 Stimmen angenommen; Kuba und Jemen stimmten gegen die Resolution, wobei Kuba erklärte, dass die Resolution selbst durch den Einsatz von Disclaimern dazu führte, dass "Hunger als Kriegswaffe benutzt wurde", was nach Protokoll 1 der Genfer Konventionen verboten ist.

## Externe Quellen
- Text der Resolution auf undocs.org